# Karl Ludwig von Pöllnitz

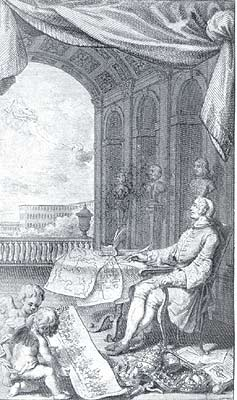
Karl Ludwig von Pöllnitz.

Karl Ludwig Wilhelm von Pöllnitz, född den 25 februari 1692, död den 23 juni 1775, var en tysk friherre och memoarförfattare.

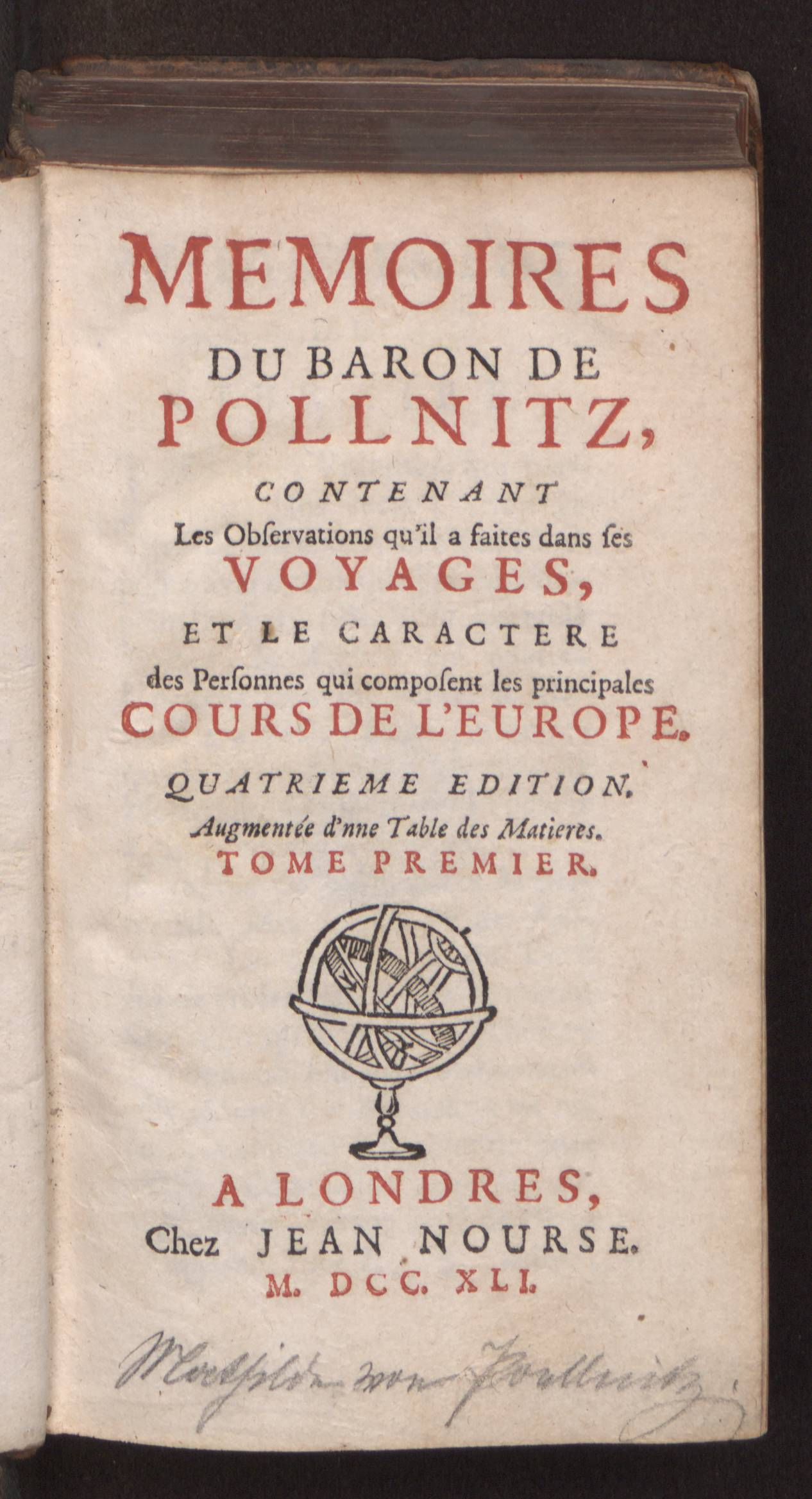
Memoires du baron de Pollnitz, 1741

von Pöllnitz var till karaktär och levnadsöden en fullständig äventyrare, som efter hand hade anställning vid många europeiska hov, alltsedan 1730-talet vid hovet i Berlin. Han 
blev vida beryktad som författare till flera pikanta arbeten, bland vilka märks La Saxe galante (1734; om August II:s av Sachsen kärleksäventyr) och Mémoires (1734-40), vilket verks förra adelningar användes av den tidens förnäma turister som resehandbok.